# Bâtiment des Cariatides
L'immeuble des Cariatides (en espagnol : Edificio de Las Cariátides, initialement Banco Español del Río de la Plata) est un bâtiment chanfreiné de style éclectique/Renaissance italienne construit par l'architecte espagnol Antonio Palacios en 1913 dans la capitale espagnole, Madrid.
Le bâtiment, situé à un coin bien en vue des calle de Alcala et calle del Barquillo (es), fut le siège de la succurcale madrilèle de la Banco Español del Río de la Plata (es), puis celui de la Banco Central et, par après, celui de la Banque Santander. Depuis 2006, c'est le siège de l'Institut Cervantes.
L'immeuble, dont l'appellation est d'origine populaire en raison de la présence de ses quatre imposantes cariatides classiques, est l'un des 109 biens repris dans le Paseo del Prado et Buen Retiro, un paysage des arts et des sciences.

## Histoire
La rue d'Alcalá, l'une des plus anciennes rues de Madrid, qui commence à la Puerta del Sol, au début du XXe siècle, indique un centre financier important de la ville. Les démolitions de la Nueva Gran Vía en 1911 marquent déjà le début d'importantes transformations urbaines dans la capitale. La collaboration de deux jeunes architectes, initiée en 1904, compte déjà plusieurs succès. Le succès des deux ingénieurs commence lorsqu'ils gagnent des adeptes après avoir remporté le concours public municipal du palais des Communications. Il est à noter que l'architecture de Madrid est dominée au début du XXe siècle par l'existence de banques et d'églises. Ce bâtiment est une nouveauté car c'est le premier bureau construit à Madrid. Ces types de bâtiments sont typiques des villes américaines comme Boston et Chicago ou aussi en Angleterre.

### Construction
Les architectes espagnols Antonio Palacios Ramilo et Joaquín Otamendi (es) ont reçu la commande de projeter la succursale de la banque espagnole Rio de la Plata en 1910. Tous deux sont occupés dans le processus de construction du palais des Communications et de l'hôpital Maudes. Le nouveau siège de la Banque a acquis les 18 000 mètres carrés de terrain appartenant à la parcelle rectangulaire de l'ancien Palais Marqués de Casa-Irujo. La construction du palais d'Irujo, qui a donné naissance au lotissement, était très appréciée à son époque. Au rez-de-chaussée se trouvait le Café Cervantes,.
L'entrepreneur des travaux est Celestino Madurell et l'un des assistants de Palacios est Secundino Zuazo, qui commence pour l'assister par ce travail. Juste devant son échafaudage, le 13 avril 1913, une tentative d'assassinat fut commise sur le roi Alphonse XIII par l'anarchiste Rafael Sancho Alegre (es) qui lui tira dessus à deux reprises avec son revolver.

Vues des cariatides
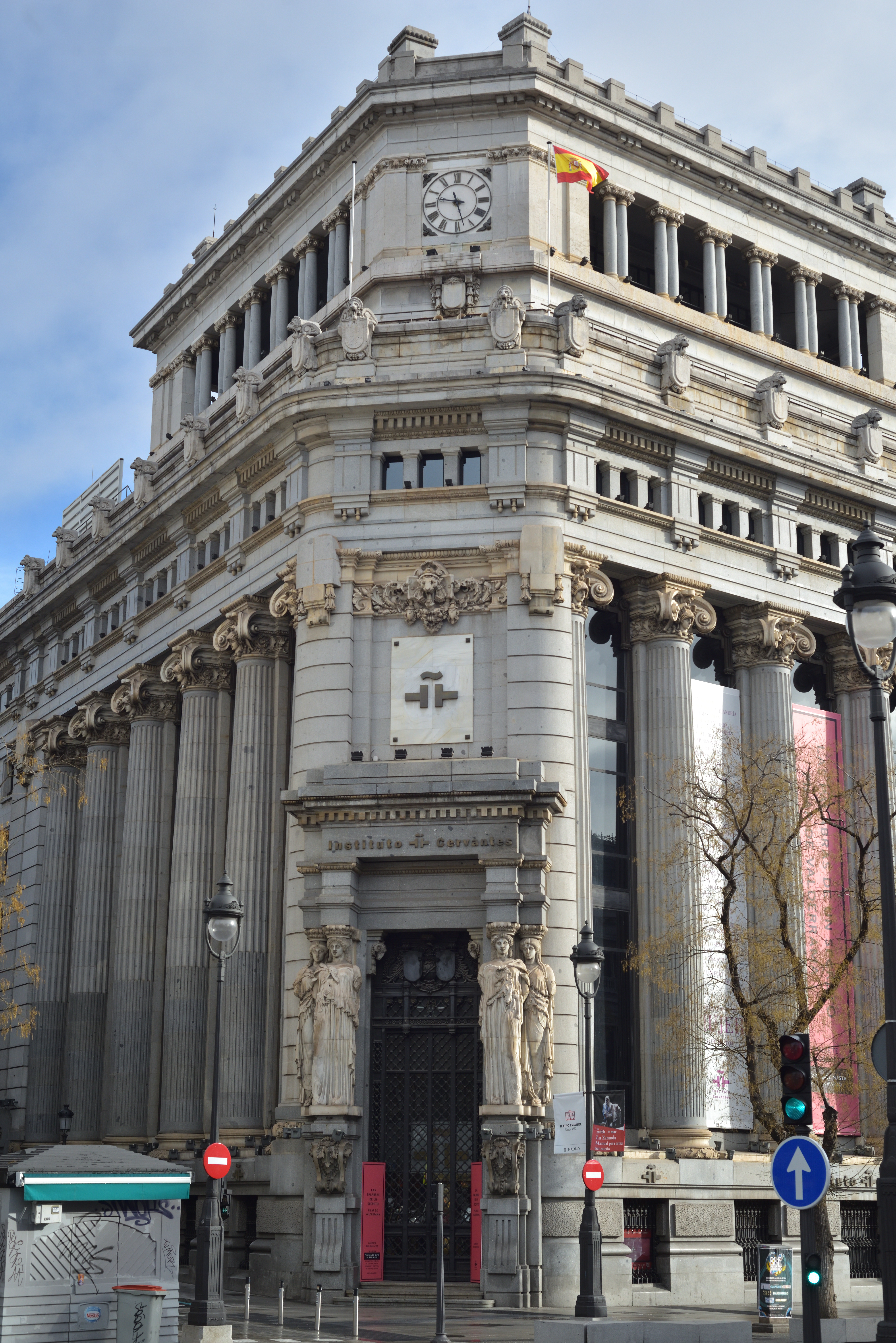
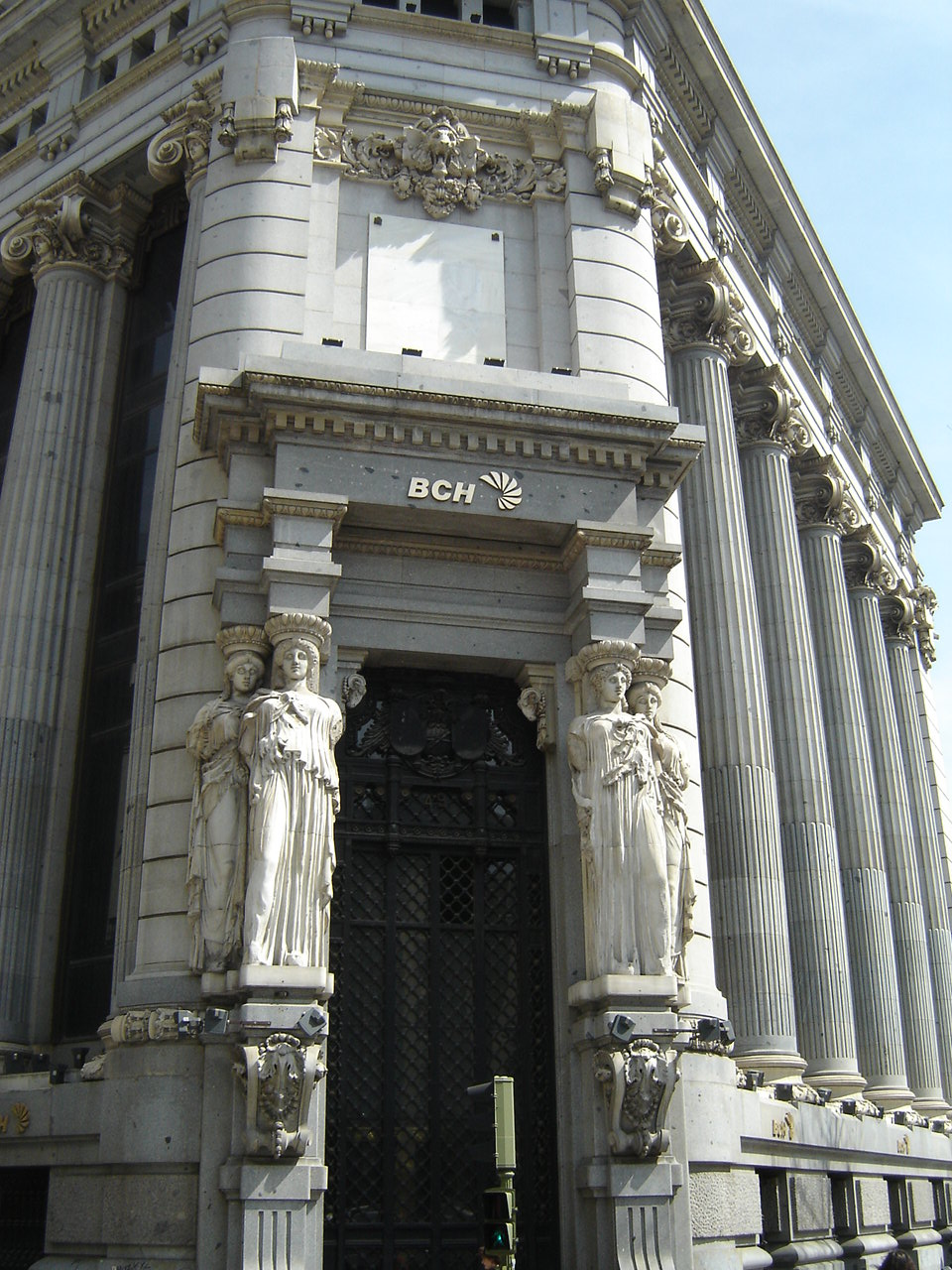
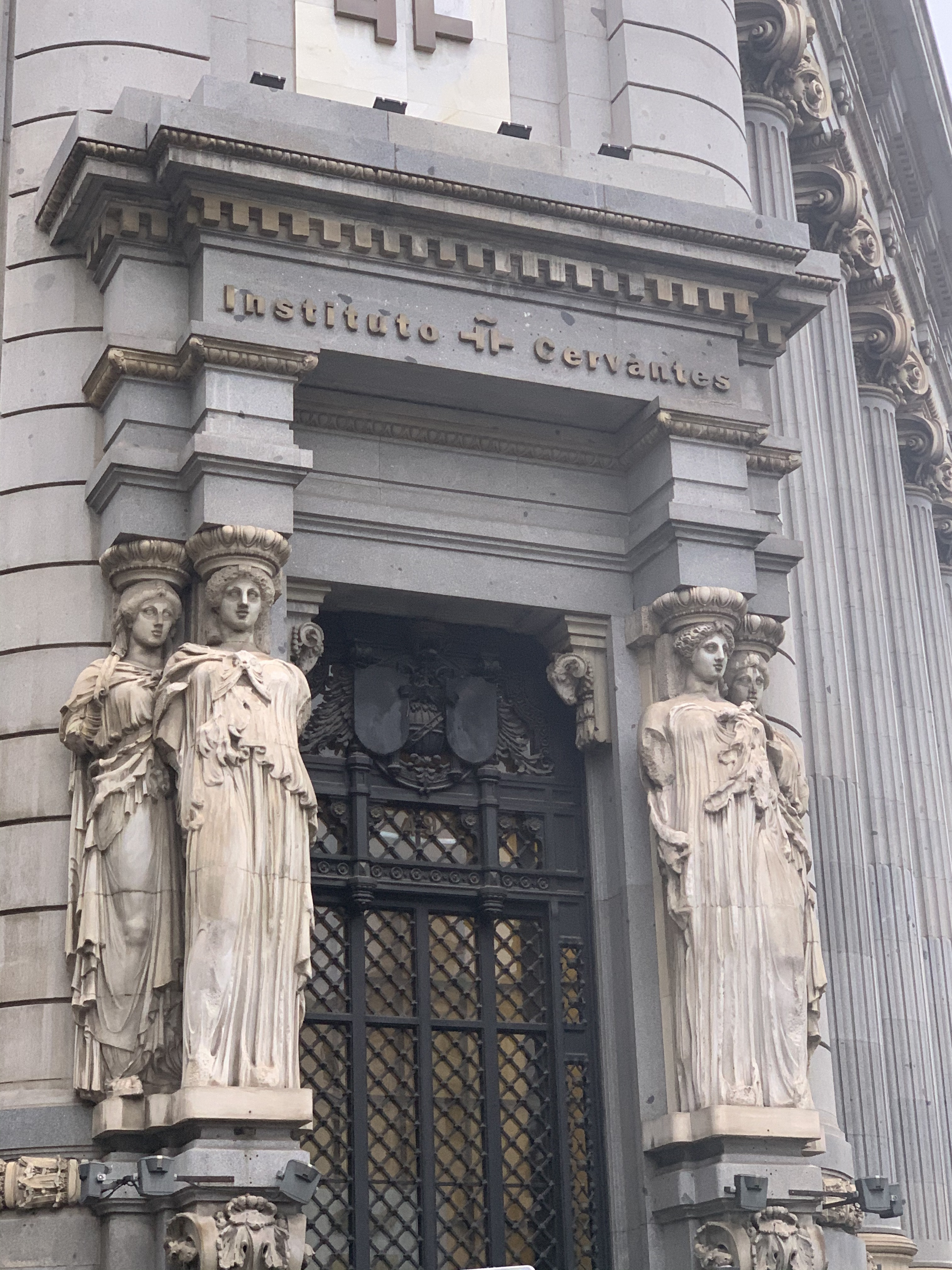
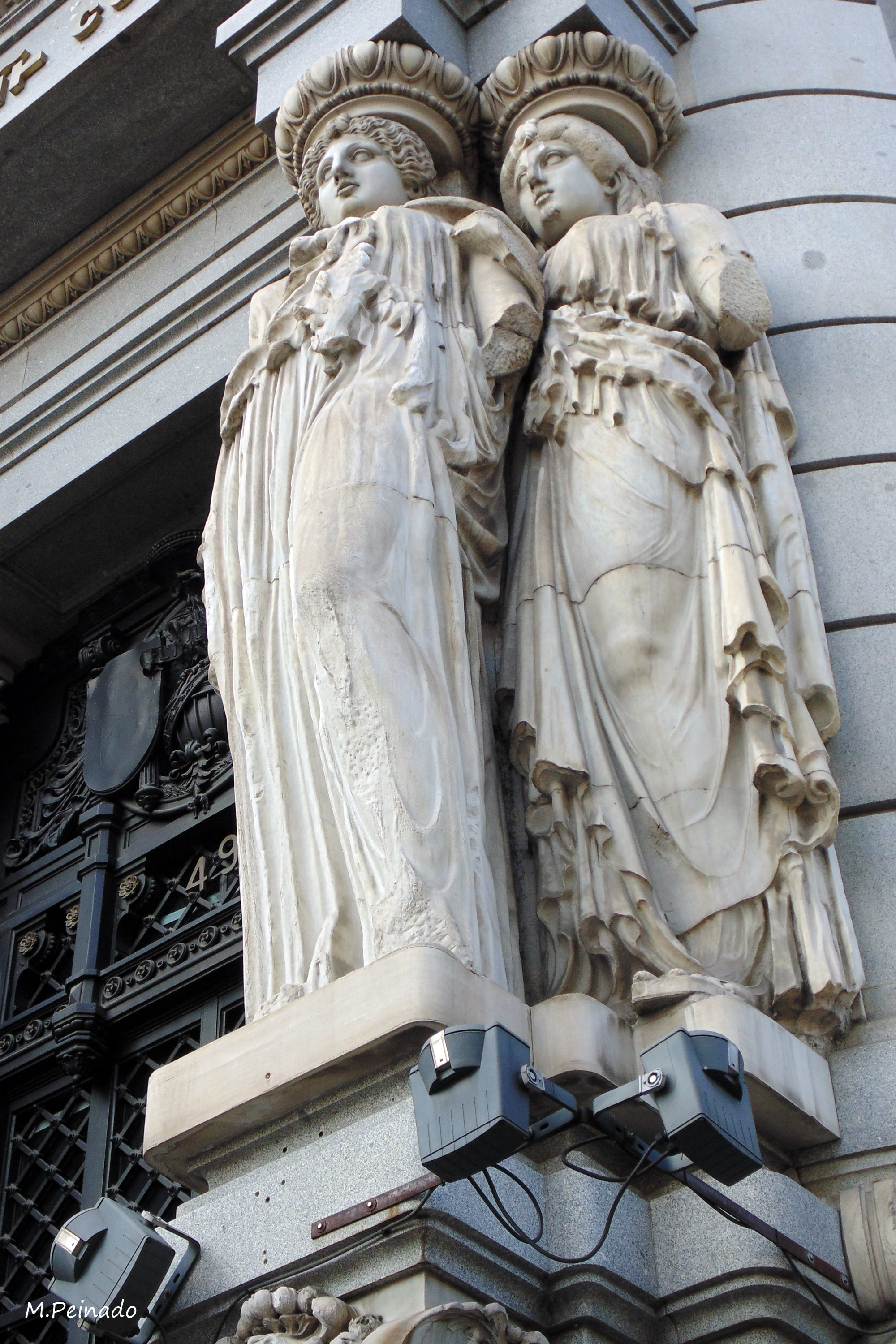